# 8777 Torquata
8777 Torquata este un asteroid din centura principală de asteroizi.

## Descriere
8777 Torquata este un asteroid din centura principală de asteroizi. A fost descoperit pe 16 octombrie 1977 la Observatorul Palomar de Cornelis Johannes van Houten, Ingrid van Houten-Groeneveld și Tom Gehrels. Asteroidul prezintă o orbită caracterizată de o semiaxă mare de 2,75 ua, o excentricitate de 0,14 și o înclinație de 9,9° în raport cu ecliptica.